# 细胞保护作用
细胞保护作用是指化学物质对细胞提供保护，使其免受危险物质危害的整个过程。
例如，胃的“细胞保护试剂”就是指任何一种通过增加粘膜保护而不减少胃酸的药物。胃的保护试剂包括能防止粘膜受损的前列腺素。非甾体类消炎药就会抑制前列腺素的合成，致使胃粘膜更容易受到伤害。